# 第38期竜王戦・七番勝負
第38期竜王戦・七番勝負（だい38きりゅうおうせん・ななばんしょうぶ）は、2025年度（2025年10月3日 - 2025年12月18日予定）に行われる第38期竜王戦の七番勝負（挑戦手合制）である。
主催は読売新聞社、日本将棋連盟。特別協賛は野村ホールディングス。協賛は東急グループ、UACJ、あんしん財団、日本中央競馬会（JRA）。
決勝トーナメントを勝ち抜き挑戦権を獲得した「挑戦者」が、「第37期竜王」である藤井聡太竜王との七番勝負を行う。先に4勝した者が竜王のタイトルを獲得し「第38期竜王」となる。
優勝賞金（第38期竜王）は4400万円、七番勝負の敗者の賞金は1650万円（いずれの場合も挑戦者の対局料を含む）。なお、第37期竜王の対局料は632万円である。

## 七番勝負
| 持ち時間：各8時間（2日制・ストップウォッチ方式） 日程：2025年10月 3日 - 2025年12月18日（公表日：2024年6月3日） | \| \| \| \| \| \| \| \| \| \| \| \| \| \| \| 七番勝負本戦 \| \| 1組出決 \| \| 2組昇決 \| \| 3組昇決 \| \| 4組昇決 \| \| 5組昇決 \| \| 6組昇決 \| \| \| \| \| \| \| \| \| \| \| \| \| \| \| |         |  |         |  |         |  |         |  |         |  |         |
| | |         |  |         |  |         |  |         |  |         |  |         |
| 七番勝負本戦                                                                                                   | | 1組出決 |  | 2組昇決 |  | 3組昇決 |  | 4組昇決 |  | 5組昇決 |  | 6組昇決 |
| | |         |  |         |  |         |  |         |  |         |  |         |

| ( | 0東京都0 渋谷区 | ) |

| ( | 0福井県0 あわら市 | ) |

| ( | 0兵庫県0 姫路市 | ) |

| ( | 鹿児島県 指宿市 | ) |

| ( | 0山梨県0 甲府市 | ) |

（協賛：東急グループ※、UACJ、あんしん財団、日本中央競馬会※、※は本戦からの協賛）

- 先：先手番 ／  封 ：1日目 封じ手の手番 ／ 各局いずれも2日制で、持ち時間は両対局者とも各局8時間。
- 対局当日スケジュール／  9:00 対局開始、12:30-13:30 昼食休憩、18:00 封じ手（1日目）、10:00および15:00 おやつ提供
- 第1局と第7局では手番の先後を振り駒で決定。第2局-第6局の手番は前局と入れ替え、交互に行なう。
- どちらかの対局者が4勝した時点で決着、以降の対局(※)は実施されない。